# Rökhandgranat 4
Rökhandgranat 4 är en handgranattyp som används inom svenska försvarsmakten. Rökhandgranat 4 har laddning av rökmassa. Tändmedlet är röktändare 4 som skruvas fast i handgranatens lock. På locket är en plastfolie fastlimmad, som täcker både mittenhålet där röktändaren skall sitta och rökutströmningshålet. När utlösaren dras bort tänds fyrkapseln som i sin tur tänder rökmassan. Efter några sekunder börjar röken strömma ut genom rökutströmningshålet i locket. Rökutvecklingen pågår i cirka två minuter.

## Aptering
Rökhandgranaten apteras så här:
1. Tryck sönder platsfolien över mittenhålet med röktändernas fyrkapsel.
2. Skruva fast röktändaren i locket.